# 长叶寄生藤
长叶寄生藤（学名：Dendrotrophe umbellata var. longifolia）为檀香科寄生藤属下的一个变种。